# 田中友梨奈
田中 友梨奈（たなか ゆりな、2001年12月29日 - ）は、関西テレビ放送のアナウンサー。福岡県出身。

## 来歴
関西学院大学卒業。元々永島優美（元フジテレビアナウンサー）に憧れてマスコミを目指した経緯があり、出身の福岡県にはマスコミ関連の学科が少なかったことも重なり、永島の出身大学である関西学院大を選んだ。高校時代は陸上部に所属し、専門は800m・駅伝・走り高跳び。またエレクトーンもずっと習っていて、一時はエレクトーン教師の道を目指すことも考えた。
大学時代には今宮戎神社の第70代福むすめ代表を務めた他、セント・フォース関西にも所属しフリーアナウンサーとしても活動していた。
2024年4月に関西テレビ放送入社。同期は佐伯アナウンススクールでともに学んだ秦令欧奈。前述の通り元々フリーアナウンサーだった経緯もあり、入社前後からバラエティ番組などにレギュラー出演している。

## 出演番組

### 現在
- フットマップ〜今すぐ行きたい!エエとこツアー〜（2024年3月[2] - ）
- シネマTrip!
- newsランナー
- newsランナープラス (隔週金曜日担当)
- FNN Live News α (関西ローカルパート、隔週金曜深夜(隔週土曜未明)担当)
- めざましどようび (関西ローカルパート、隔週担当)

### 過去

#### 情報番組・バラエティ番組
- 知られざるガリバー〜エクセレントカンパニーファイル〜（テレビ東京系）[1]